# بیخان سلطان

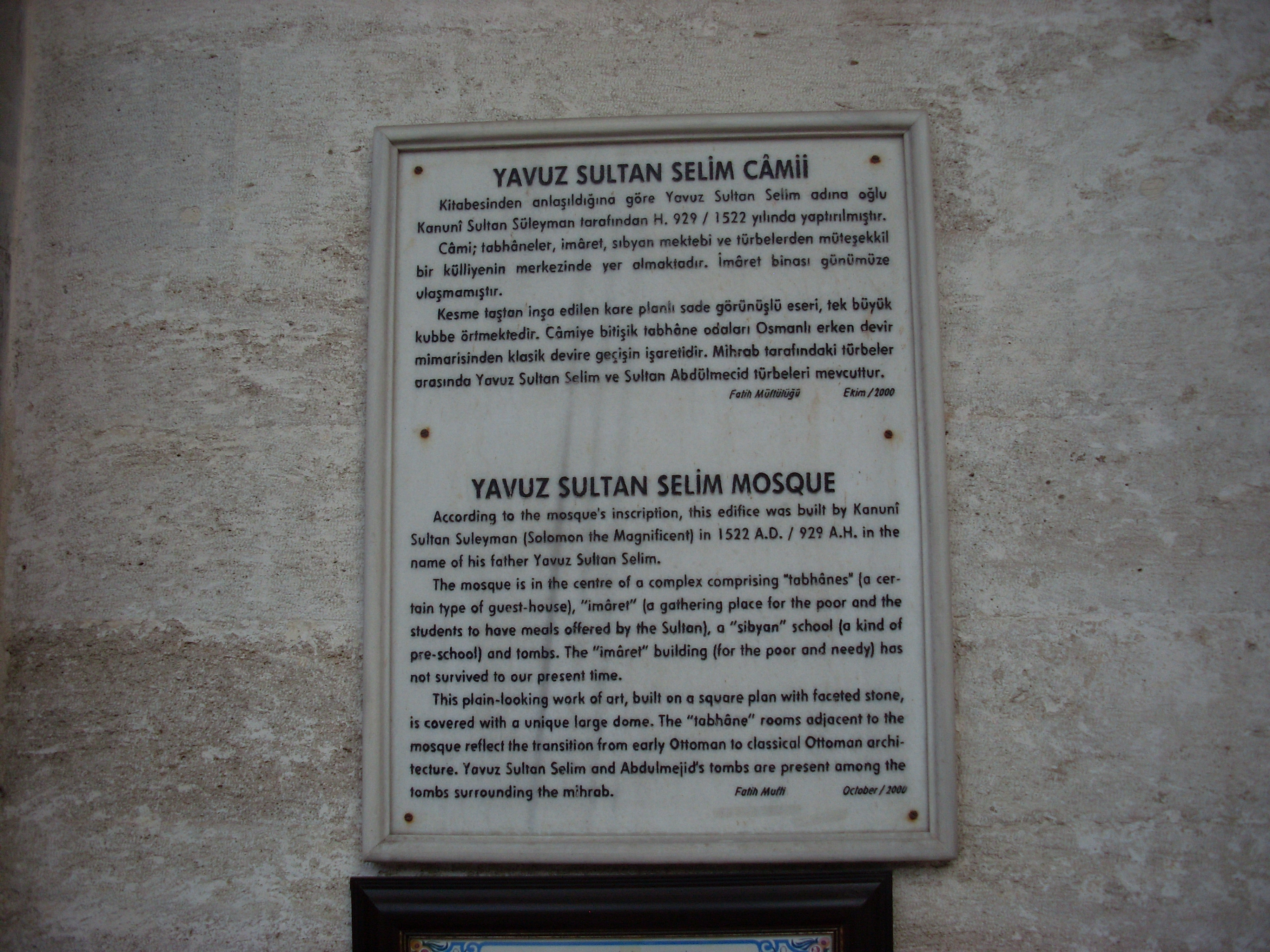
بیجان سلطان

بیخان سلطان، (۱۵۰۴ ترابزون – ۱۵۵۹ استانبول) دختر سلیم یکم، خواهر سلیمان قانونی و عمه سلیم دوم بود.
بیخان سلطان در حدود سال ۱۵۰۴ در ترابزون متولد شد. او دختر شاهزاده سلیم (بعدا سلیم یکم) از صیغه ای ناشناخته بود. در سال ۱۵۲۱ با داماد فرهاد پاشا ازدواج کرد. فرهاد پاشا در زمان سلیم یکم و سلیمان یکم وزیر سوم دیوان بود. اما بعداً با اتهام ابراهیم پاشا در اکتبر ۱۵۲۵ اعدام شد.
درسال ۱۵۲۶ بیخان سلطان با داماد محمد پاشا ازدواج کرد. او از این ازدواج صاحب یک دختر شد، اسماخان خانم سلطان. بیخان سلطان سرانجام در سال ۱۵۵۹ فوت شد و در مسجد سلطان سلیم دفن شد.